# لورا بوبا
لورا بوبا (بالرومانية: Laura Popa)‏ مواليد 29 يونيو 1992 في رومانيا، هي لاعبة كرة يد رومانية تلعب كظهير أيمن. مثلت منتخب رومانيا لكرة اليد للسيدات.

## سجل المنافسة
شاركت في البطولات التالية:
- بطولة أوروبا لكرة اليد للسيدات 2016

## الإنجازات
- بطولة العالم لكرة اليد للسيدات شباب:
  - المركز الرابع: 2012

## روابط خارجية
- لورا بوبا على موقع الاتحاد الأوروبي لكرة اليد (الإنجليزية)